# Municipio de Hampton (Arkansas)
El municipio de Hampton (en inglés: Hampton Township) es un municipio ubicado en el condado de Lee en el estado estadounidense de Arkansas. En el año 2010 tenía una población de 690 habitantes y una densidad poblacional de 4,83 personas por km².

## Geografía
El municipio de Hampton se encuentra ubicado en las coordenadas 34°46′57″N 91°1′21″O / 34.78250, -91.02250. Según la Oficina del Censo de los Estados Unidos, el municipio tiene una superficie total de 142.83 km², de la cual 142,75 km² corresponden a tierra firme y (0,05 %) 0,08 km² es agua.

## Demografía
Según el censo de 2010, había 690 personas residiendo en el municipio de Hampton. La densidad de población era de 4,83 hab./km². De los 690 habitantes, el municipio de Hampton estaba compuesto por el 66,23 % blancos, el 32,32 % eran afroamericanos, el 0,29 % eran asiáticos y el 1,16 % eran de una mezcla de razas. Del total de la población el 1,88 % eran hispanos o latinos de cualquier raza.